# Sameh Shoukry
Sameh Hassan Shoukry (سامح شكري) (Il Cairo, 20 ottobre 1952) è un politico e diplomatico egiziano, ministro degli Esteri dell'Egitto dal 17 giugno 2014. In precedenza, è stato ambasciatore egiziano negli Stati Uniti dal 2008 al 2012.

## Biografia
Laureato in giurisprudenza all'Università di 'Ayn Shams, ha intrapreso la carriera diplomatica nel 1976. Nel corso dei decenni ha lavorato presso le rappresentanze diplomatiche egiziane a Londra, Buenos Aires, ONU, e Stati Uniti. Dopo il pensionamento, nel 2014, è stato nominato ministro degli Affari esteri nei giorni successivi alla presa di potere da parte del generale Abdel Fattah al-Sisi.
Il 15 gennaio 2022 il governo egiziano ha nominato Sameh Shoukry presidente della XXVII Conferenza delle Parti dell'UNFCCC, che si è tenuta a Sharm el-Sheikh dal 6 al 20 novembre 2022.
Parla correntemente arabo, inglese e spagnolo.